# KaiOS
KaiOS es un sistema operativo móvil para dispositivos móviles basado en Linux que «fusiona el poder de un smartphone con la accesibilidad de un teléfono básico». Está derivado de B2G (Boot to Gecko), un sucesor de código abierto de la comunidad de Firefox OS que fue descontinuado por Mozilla en 2016. Destinado a móviles básicos no táctiles y de bajo coste, KaiOS es popular en varios países en vías de desarrollo.

## Historia
El sistema operativo tuvo su primera aparición en 2017 y está desarrollado por KaiOS Technologies Inc., una empresa con sede en San Diego, California, al mando del CEO Sebastien Codeville con oficinas en otros países.
En marzo de 2020, Mozilla y KaiOS Technologies anunciaron un acuerdo para actualizar el motor de navegación Gecko utilizado por KaiOS. La actualización de Gecko incluiría rendimiento y seguridad mejorados, incluyendo soporte para nuevas tecnologías como TLS 1.3, WebAssembly, WebGL 2.0, Progressive Web Apps, soporte para nuevos codecs de vídeo como WebP y AV1 y versiones modernizadas de JavaScript y CSS.

## Características
Las principales características de KaiOS son el soporte de 4G, LTE, GPS, Wi-Fi y Bluetooth con aplicaciones basadas en HTML5, en dispositivos no táctiles con interfaz de usuario optimizada y bajo consumo de memoria y energía, lo que proporciona mayor duración de la batería. También presenta actualizaciones inalámbricas del sistema, y una tienda de aplicaciones propia llamada KaiStore, la cual permite a los usuarios descargar una gran variedad de aplicaciones. Algunos servicios vienen precargados como aplicaciones HTML5, incluyendo Twitter, Facebook, YouTube, y algunas aplicaciones de Google. El sistema es muy ligero y capaz de ejecutarse en dispositivos con solamente 256 MB de memoria RAM.

## Código abierto
Con el lanzamiento del Nokia 8110 4G, surgió una comunidad activa en torno a KaiOS y el teléfono, que publicó una forma de instalar versiones alternativas del sistema operativo. Esto dio a los usuarios la posibilidad de ejecutar aplicaciones para el antiguo Firefox OS en dispositivos KaiOS así como instalar en los teléfonos variaciones como GerdaOS Archivado el 12 de enero de 2022 en Wayback Machine..

## Dispositivos

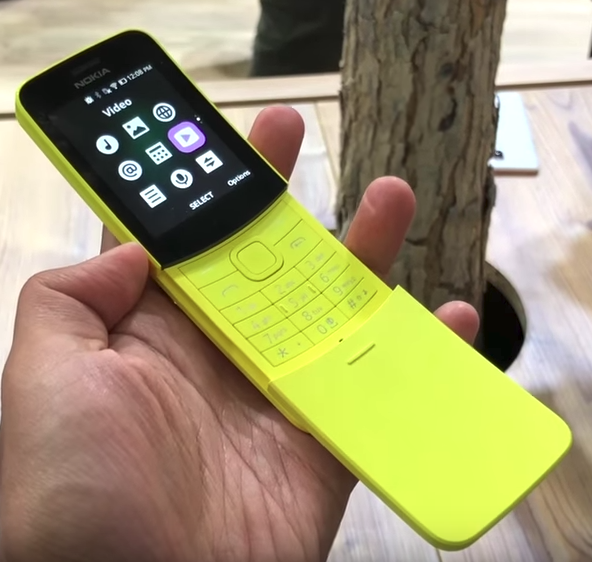
Nokia 8110

Algunos de los dispositivos que utilizan KaiOS son:
- Panita (versión para Venezuela desarrollado por Logan).[18]
- Alcatel OneTouch Go Flip (Conocido como Cingular Flip 2 en AT&T)[19][20]
- Reliance Jio JioPhone (LYF F30C)[13][21][22]
- HMD Global's Nokia 8110 4G, 2720 Flip, 800 Tough (ejecuta Smart Feature OS, una plataforma basada en KaiOS)[23]
- Doro 7050/7060[24]
- Energizer Energy E220, E220S, E241, E241S and Hardcase H241, H242, H280S
- CAT B35[25]
- Maxcom MK241, MK281[26]
- WizPhone WP006. Vendido en Indonesia en colaboración con Google y Alfamart[27]
- MTN 3G phone (MTN Smart S 3G)[28]
- Positivo P70S (Brasil)[29]
- Multilaser ZAPP (Brasil)[29]
- Tecno T901[30]
- Jazz Digit 4G
- BLU Telecomm TANK MEGA 3G
- PCD UK01
- iPro 2.4S
- GHIA KoX1
- Nokia 6300 4g
- Alpha Mobility B10

## Asociaciones
A partir de febrero de 2018, KaiOS Technologies se asoció con Airfind, Facebook, Google, Twitter, Bullitt, Doro, HMD Global, Micromax, NXP, Spreadtrum, Qualcomm, Jio, Sprint, AT&T, y T-Móvil.
En marzo de 2020, KaiOS Technologies se asoció con Mozilla para actualizar el motor de navegación Gecko en futuras versiones de KaiOS.

## Historia de versiones
| Versión | Anunciado          |
| ------- | ------------------ |
| 1.0     | Marzo de 2017      |
| 2.0     | Julio de 2017      |
| 2.5     | Febrero de 2018    |
| 2.6     | Diciembre de 2019  |
| 3.0     | Septiembre de 2021 |
| 3.1     | Marzo de 2022      |
| 4.0     | 2025               |